# Gonzalo Mateo de Berrío
Gonzalo Mateo de Berrío (Granada, ca. 1554 – ib., ca. 1609) fue un abogado, comediógrafo y poeta granadino. Se ha dicho que fue uno de “los más aventajados poetas dramáticos de fines del siglo XVI y principio del siguiente”. También fue un ilustre abogado. 

## Biografía
Se sabe que este ingenio nació en Granada, aproximadamente en 1554 y que murió “antes del 24 de octubre de 1609, pues en el acta de la sesión de Cortes celebrada este día, se dice: ‘Habiéndose entendido es muerto el licenciado Gonzalo de Berrío, y que ha vacado el salario que de letrado del reino tenía…’”. Fue hijo de Bartolomé Luis de Berrío, un célebre abogado de la Chancillería granadina. Al igual que su padre, estudió la carrera de derecho, “graduándose de bachiller en leyes el 22 de abril de 1572”. Poco después se hizo licenciado y ganó gran fama como jurista. Así lo expresa Lope de Vega en su Laurel de Apolo:
Mas ya quejoso el celo y el decoro
Del cristalino Dauro,
Quiere que tenga oposición el lauro;
Que bastará el doctísimo Berrío.
Jurisconsulto insigne,
Que á no temer que tanta envidia indigne.
Siendo tan lejos del intento mío,
Le antepusiera á cuantos

Ilustran becas y ennoblecen mantos. 
Su padre era un hombre de gran cultura y amigo de los más grandes literatos de España. Es posible que éste haya ejercido una gran influencia en su hijo por el gusto de las letras. Se conoce que Gonzalo Mateo de Berrío era asiduo participante de las tertulias literarias que se llevaban a cabo en la casa de los Granada Venegas, una familia ilustre de Granada. Rodeado por este ambiente literario y cultural, Berrío escribe teatro y poesía. Se le sabe autor de varios sonetos y comedias teatrales. Agustín de Rojas afirma en su “Loa de la comedia” de Viaje entretenido que las comedias de “moros y cristianos”, género que floreció poco antes de que Cervantes o Francisco de la Cueva compusieran sus obras dramáticas, fue creación de Gonzalo Mateo de Berrío: 
…después desto
se usaron otras, sin éstas,
de moros y de cristianos,
con ropas y tunicelas.

Estas empezó Berrío.
Según La Barrera, ninguna de estas comedias fueron impresas y por lo tanto no se conservan hoy en día.
Sobre sus virtudes como poeta y abogado, Bermúdez de Pedraza en sus Antigüedades y excelencias de Granada, folio 131, de la edición de Luis Sánchez de 1608 apunta que “su pluma no era menos delgada para escribir versos, que derechos”.

## Obras
Su fama de gran poeta y dramaturgo contrasta tremendamente con la precariedad de la obra que se conserva de este autor. A pesar de que se le atribuye ser el creador de las comedias de “moros y cristianos”, no existe ningún ejemplar de estas obras. Lo mismo ocurre con su poesía. De lo poco que se conserva de este género, se destaca un soneto suyo, “Estrago de amor”, publicado en la Primera parte de las flores de poetas ilustres de España (1605) de Pedro de Espinosa:
No estraga en batallón de armada gente                     
Tanto la bala del cañón fogoso,                       
Ni el rayo celestial, que impetuoso                   
Al suelo baja de la nube ardiente.                    

Ni el ábrego horrísono y valiente                    
En las flotas del mar tempestuoso.                     
Ni el fuego que con ímpetu furioso                 
Del monte ciñe la salvaje frente.                     

Cuanto estraga el amor el pecho amante, 
Amando en parte donde no es amado,             
que es un linaje de infernal tormento.             
Tanto que es a la gloria semejante,                  
Con esta mortal furia comparado,                    

Rayo, bala, naufragio, fuego y viento.
También se conoce que fue él quien firmó las aprobaciones de las tres primeras partes de Templo militante de Bartolomé Cairasco de Figueroa. 

## Canto de Calíope
Gonzalo Mateo de Berrío encabeza los elogios a ingenios granadinos en el "Canto de Calíope" de Miguel de Cervantes. En la octava 58 del canto dice:
Tú, Dauro, de oro conoscido rio, 
cual bien agora puedes señalarte,
y con nueva corriente y nuevo brio
al apartado Idaspe auentajarte,
pues Gonzalo Matheo de Berrio
tanto procura con su ingenio honrarte,
que ya tu nombre la parlera fama,

por el, por todo el mundo le derrama.

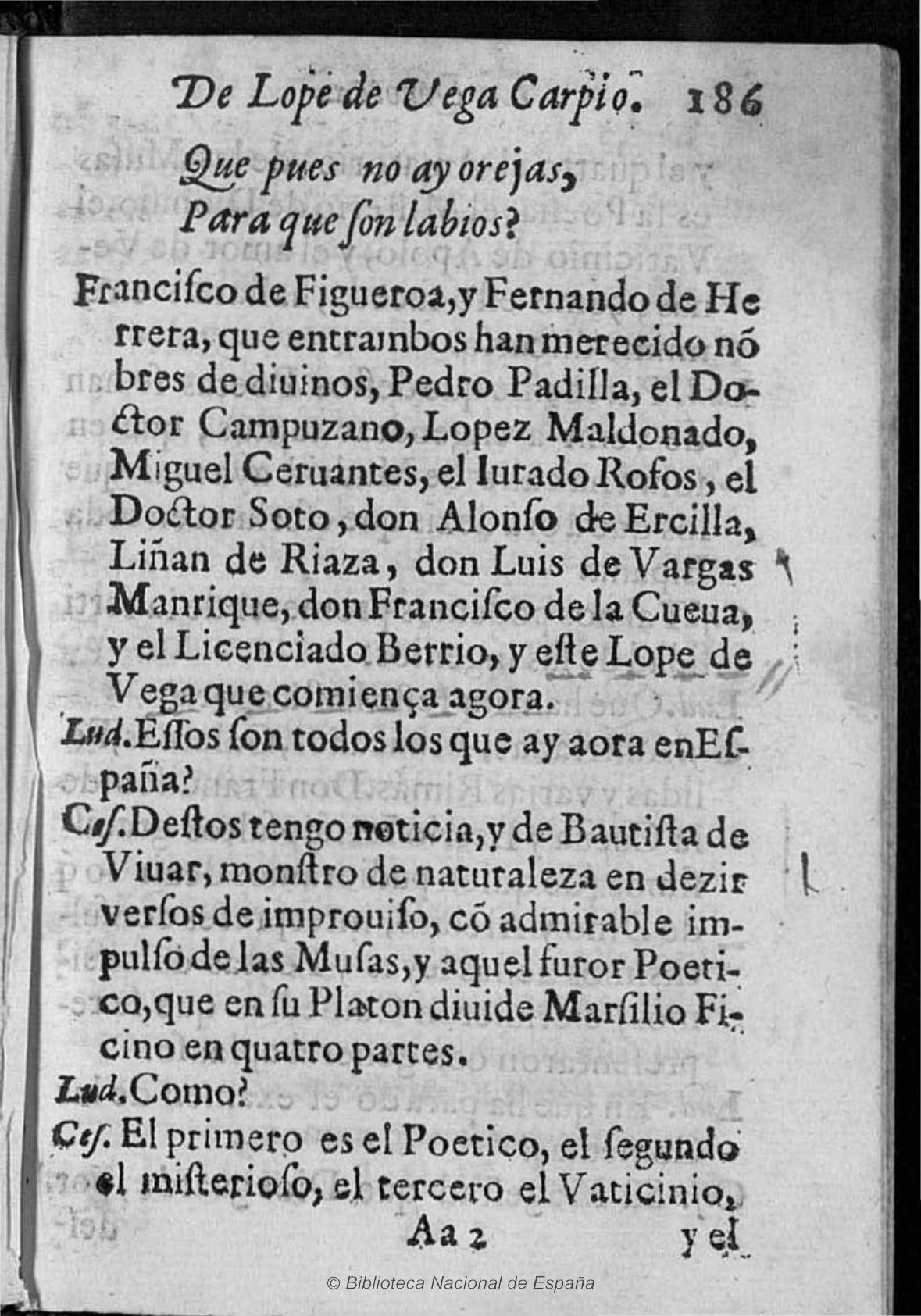
Pág. de un ejemplar de la obra de Lope de Vega La Dorotea conservado en la BNE; se nombra en este párrafo a Berrío y a otros escritores.